# باتريسيا كاس
باتريسيا كاس (بالفرنسية: Patricia Kaas)‏ هي مغنية وممثلة فرنسية ولدت يوم 2 ديسمبر 1966 ببلدة فورباك، إقليم موزيل بمنطقة لورين الفرنسية. موسيقاها خليط من البوب والكباريه والجاز والبلوز وغيره.

## روابط خارجية
- باتريسيا كاس على موقع IMDb (الإنجليزية)
- باتريسيا كاس على موقع ميتاكريتيك (الإنجليزية)
- باتريسيا كاس على موقع روتن توميتوز (الإنجليزية)
- باتريسيا كاس على موقع ألو سيني (الفرنسية)
- باتريسيا كاس على موقع ميوزك برينز (الإنجليزية)
- باتريسيا كاس على موقع أول موفي (الإنجليزية)
- باتريسيا كاس على موقع قاعدة بيانات الأفلام السويدية (السويدية)
- باتريسيا كاس على موقع أول ميوزيك (الإنجليزية)
- باتريسيا كاس على موقع ديسكوغز (الإنجليزية)
- باتريسيا كاس على موقع قاعدة بيانات الفيلم (الإنجليزية)